# نهاش منقط
نهاش منقط (الاسم العلمي: Lutjanus guttatus) (بالإنجليزية: Spotted rose snapper)‏ هو نوع من الأسماك يتبع جنس النهاش من الفصيلة النهاشية.